# انجرد (اسم)
اِنْجَرَد هو اسم علم مذكر من أصل عربي، ومعناه هو جد في سيره وامتد وطال.